# Light My Fire
„Light My Fire“ je původně píseň americké skupiny The Doors, jež poprvé vyšla na stejnojmenném albu. To bylo nahráno v srpnu roku 1966 a vydáno v dubnu roku následujícího. V hudebním žebříčku Billboard skladba dosáhla 1. místa. Skladba je jedna z vůbec nejznámějších skladeb skupiny. Byla mnohokrát přezpívána různými umělci, jako singl ji vydal též písničkář José Feliciano či anglický zpěvák Will Young.